# Isabel Picenardi
Isabel Picenardi (Mantua, c. 1428-19 de febrero de 1468), también conocida como Isabel de Mantua, fue una terciaria italiana miembro de la orden de los Siervos de María venerada como beata en la Iglesia católica. El papa Pío VII aprobó su culto, como culto inmemorial, el 19 de febrero de 1804.

## Biografía
Isabel Picenardi nació en Mantua entre el 1428 y el 1430, en el seno de una familia de la nobleza. Sus padres eran Leonardo Picenardi y Paola Nuvoloni. Esta murió cuando Isabel era aún muy joven. Influenciada por el testimonio de los Siervos de María, quienes vivían cerca de su casa, en el convento de San Bernabé de Mantua, la muchacha se hizo terciaria servita (o mantelada, como eran conocidos), a los 20 años de edad. viviendo como una consagrada pero desde las realidades seculares.
Al morir su padre, Isabel se dedicó a una vida de soledad en la casa de su hermana, Orsina Picenardi, en una celda reservada solo para ella. Solo salía para recibir la Eucaristía a la iglesia de San Bernabé. Entre los aspectos más sobresalientes de su personalidad se encontraban su devoción a la Virgen María y su entrega a la oración y a la penitencia. Su estilo de vida llamaba la atención de muchos mantuanos que acudían a ella para que orara por sus necesidades.
Isabel murió el 19 de febrero de 1468; al preparar el cuerpo se vio que llevaba cilicio y una rugosa faja penitencial. Fue sepultada en la tumba de la familia en San Bernabé.

## Culto
Luego de la muerte de Isabel, eran muchos los que acudían a su tumba por su fama de santidad. Sus devotos la hacen  artífice de la salvación de una niña caída en el lago y que había permanecido media hora bajo el agua. Sus restos fueron trasladados a la iglesia del noble oratorio del castillo de Torre de' Picenardi, en la región de Cremona. Más tarde fueron depositados en la iglesia parroquial del lugar, donde su fama de santa se extendió, al punto de que el papa Pío VII, el 20 de noviembre de 1804, aprobó su culto inmemorial.
La Orden de los Siervos de María y las diócesis de Mantua y Cremona, celebran su fiesta con el rango de memoria obligatoria el día 19 de febrero.